# Glenmark
Glenmark är Anders Glenmarks nionde studioalbum, utgivet 17 september 1997 på skivbolaget Metronome.
Glenmark tog sig in på Svenska albumlistan. Där låg den tio veckor mellan den 3 oktober och 28 november 1997. Den nådde tionde plats som bäst. Från albumet släpptes singlarna "I min säng" och "Leva länge".

## Låtlista
Alla låtar är skrivna av Anders Glenmark.
1. "Leva länge" – 4:55
2. "I min säng" – 4:03
3. "Ett bord för två" – 4:01
4. "James Stewart" – 4:43
5. "Himlen kan vänta" – 4:00
6. "Jag sänder" – 3:34
7. "Daisy" – 3:51
8. "Lätt som en fjäder" – 4:32
9. "Perfekta som vänner" – 3:53
10. "Här, nu" – 4:04

## Medverkande
- Sten Boberg – gitarr
- Anders Glenmark – sång
- Olle Hammargren – bas
- Magnus Johansson – trumpet, horn
- Kent Stridh – trummor

## Listplaceringar
| Lista (1997) | Position |
| ------------ | -------- |
| Sverige      | 10       |